# Birutė
Birutė (n. 1325, Palanga, Palanga City Municipality⁠(d), Lituania – d. 1382, Brest, Marele Ducat al Lituaniei) a fost cea de a doua soție a lui Kęstutis, marele duce al Lituaniei, și mama lui Vytautas cel Mare. A fost mama Ringalei, soția lui Alexandru cel Bun